# H.I. (Harmony Innocents)
H.I. (Harmony Innocents) waren ein amerikanisches, rein weiblich besetztes Contemporary R&B-Trio. Es setzte sich zusammen aus  Dawn McGee, Quyvonne Perry und Shamika Brown.
Das einzige Album H.I....Naturally wurde 1995 bei Quality Records veröffentlicht, wo zuvor u. a. auch Musik von Big Mountain, Stéphanie und Timmy T erschien. Als Gastmusiker beteiligte sich u. a. Saxofonist Gerald Albright an dem Album.
Nach dem Ende des Trios nahm Shamika Brown 1997 den Künstlernamen India an und schlug zwischenzeitlich die Laufbahn als Pornodarstellerin ein.

## Diskografie
- H.I....Naturally (Quality Records)